# Александар Каракашевић
Александар Каракашевић (9. децембар 1975, Београд, СФРЈ) јесте некадашњи српски репрезентативац у стоном тенису. Игра левом руком, а омиљени ударац му је бекхенд. Отац Миливој је такође био стонотенисер.

## Клубови
Клупску каријеру је почео 1990. године, кад је почео да игра у земунској Младости. Потом је био играч Партизана, до 1998. је био у београдском Вождовцу, да би затим две године провео у Уздину. У немачку Бундеслигу се преселио 2000. у Оксенхаузен, а већ наредне је прешао у Плудерхаузен у којем је провео 13 година. Административном одлуком Плудерхаузен једну сезону није играо у највишем рангу, али је Каракашевић остао и те сезоне у клубу.
Годину и по Каракашевић је био ван игре, али се ипак вратио. На полусезони 2015, потписао је за шпански УЦАМ. Затим је обновио уговор у Шпанији, потписао за Црвену звезду и бугарског суперлигаша. Играо је и Афричку лигу шампиона, коју је освојио, а 2016. и 2017. играо је за чешку Остраву. Наредне две сезоне играо је у немачкој нижој четвртој и трећој лиги, да би 2020. потписао на годину дана са немачким бундеслигашем клубом Гренцау.

## Репрезентација
Каракашевић је био државни првак у свим категоријама, а представљао је Србију и Црну Гору, односно Србију на Олимпијским играма, 2004, 2008, 2012. и 2016. године.
Четири пута је, заједно са литванском стонотенисерком Рутом Паскаусиене, био европски шампион у конкуренцији мешовитих парова. На Европском првенству 2011. године које се одржавало у Гдањску освојио бронзану медаљу у појединачној конкуренцији, као и бронзану медаљу у конкуренцији дублова, заједно са Словенцем Бојаном Токићем.

## Лични живот
Дана 20. новембра 2021. године, Каракашевић је постао члан Српске напредне странке.